# Coueniz
Der Ort Coueniz ist eine Wüstung im heutigen Landkreis Mecklenburgische Seenplatte im zentralen Mecklenburg-Vorpommern.

## Überliefertes
Coueniz (auch als Coueniz villa bezeichnet) wurde im Jahr 1172 erwähnt und befand sich nahe Dargun nördlich des Kummerower Sees. Die Gründe für die Aufgabe des Ortes sind unbekannt.
Es wird vermutet, dass Cuenitz ein einzelner Hof war, dessen Lage nicht mehr zu bestimmen ist.

## Ortsname
Der Ortsname ist slawischen Ursprungs und bezeichnet einen Familien- oder Sippennamen und deren Eigenschaft (kovena, kovati).